# Président du gouvernement de Slovaquie
Le président du gouvernement de Slovaquie (en slovaque : Predseda vlády) est le chef du gouvernement de la République slovaque depuis le 2 janvier 1969. Il est couramment appelé « Premier ministre » en français, bien que cette traduction soit impropre.
Ses pouvoirs, régulés par la Constitution slovaque du 3 septembre 1992, en font le chef du pouvoir exécutif dans le cadre d'un régime parlementaire.
Le titulaire de ce poste est le national-populiste Robert Fico, depuis le 25 octobre 2023.

## Nomination
Le président du gouvernement est nommé par le président de la République. Bien que rien ne soit prévu de plus dans la Constitution de 1992, dans les faits, le chef de l'État doit tenir compte des équilibres politiques au sein du Conseil national, élu à la proportionnelle.
Seuls peuvent être nommés à ce poste les citoyens slovaques, éligibles au Conseil national.

## Pouvoirs et fonctions

### Direction du gouvernement
Il lui revient de convoquer et présider les réunions du gouvernement. C'est également lui qui signe les décrets et autres décisions adoptées en conseil des ministres.

### Rapports avec le président de la République
Il est chargé de proposer la nomination, et la destitution éventuelle, des vice-présidents du gouvernement et des ministres. Il doit signer, avec le président du Conseil national de la République slovaque, les projets de loi promulgués par le président de la République. En outre, il a l'obligation de contresigner les décisions prises par le chef de l'État en matière de nomination et renvoi des représentants diplomatiques, d'amnistie et de direction des forces armées.
En cas de nécessité, le gouvernement assure l'intérim de la présidence de la République. Dans ce cas, une partie des pouvoirs peut être confiée au président du gouvernement, qui exerce d'ailleurs le commandement suprême des forces armées.

## Fin de mandat
Les fonctions du président du gouvernement prennent fin par sa démission, son décès, sa destitution, le vote d'une motion de défiance par le Conseil national de la République slovaque, ou la première réunion de ce dernier après la tenue des élections générales.
Dans tous les cas, à l'exception du décès, le président du gouvernement sortant assure la gestion des affaires courantes jusqu'à la prise de fonction de son successeur.

## Titre officiel

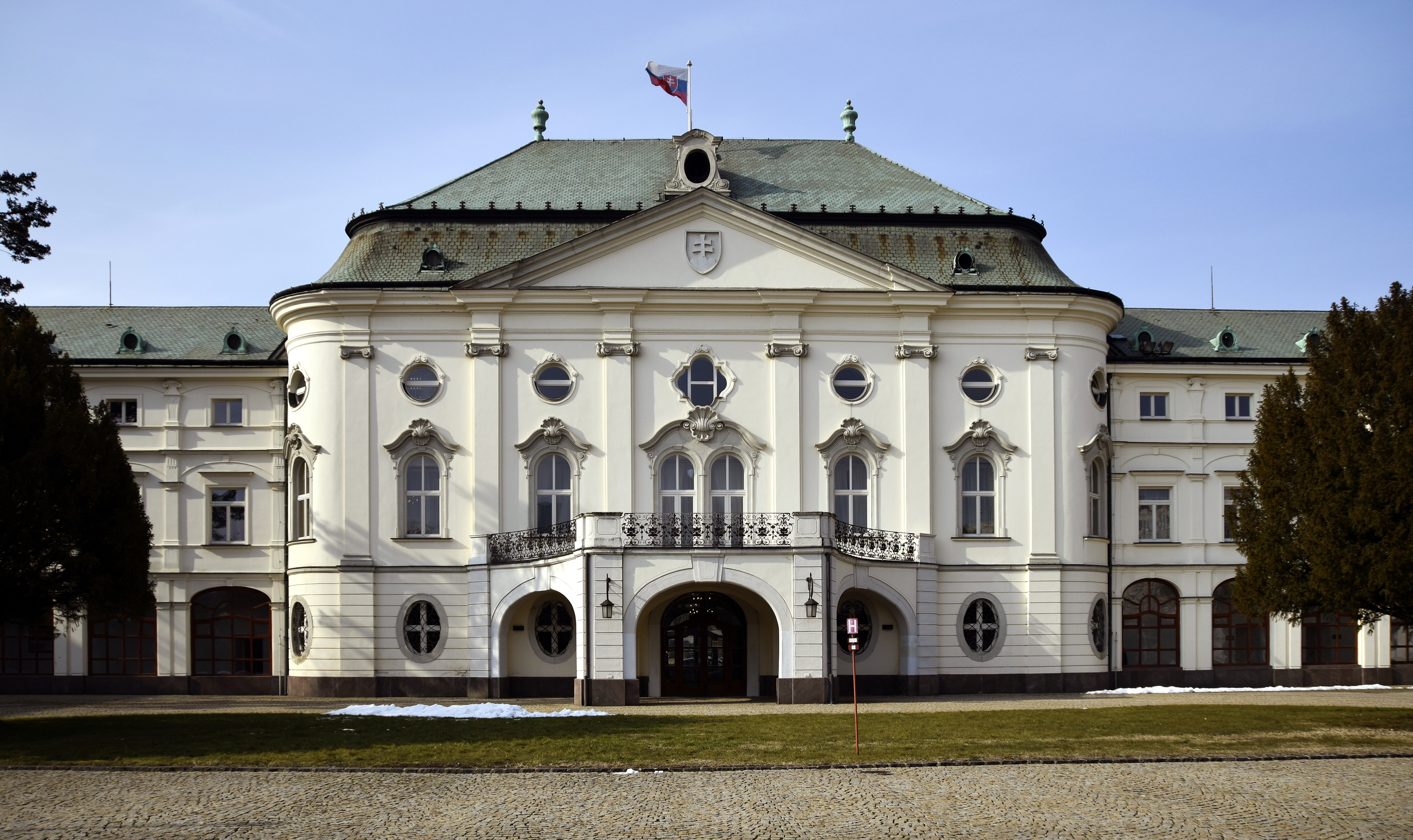
Palais d'été épiscopal, résidence officielle du président du gouvernement.

En slovaque, le titre officiel du chef du gouvernement est Predseda vlády, ce qui se traduit littéralement par « président du gouvernement » et se traduit généralement mais improprement en français par « Premier ministre ».

## Titulaires
Le poste est créé le 2 janvier 1969, sous le régime communiste. Depuis, il a été occupé par 13 personnes différentes, dont une seule femme, la libérale-conservatrice Iveta Radičová entre 2010 et 2012. Dans la période démocratique, le populiste issu de la social-démocratie Robert Fico détient le record de longévité et le libéral-conservateur Mikuláš Dzurinda le record de longévité continue. Vladimír Mečiar et Robert Fico ont été tous les deux trois fois présidents du gouvernement de manière non-consécutive.
L'actuel titulaire est Robert Fico, depuis le 25 octobre 2023.